# Rita Wilson
Rita Wilson (nacida como Margarita Ibrahimoff; Los Ángeles, 26 de octubre de 1956) es una actriz, cantante y productora estadounidense.

## Biografía
Margarita Ibrahimoff (en búlgaro: Маргарита Ибрахимов), conocida como Rita Wilson, nació en Los Ángeles, California. Su padre era búlgaro musulmán y su madre era griega ortodoxa. La familia de Rita emigró a Estados Unidos y cambió su apellido de "Ibrahimoff" a "Wilson", que era el nombre de una calle en el sur de California.
Su filmografía incluye películas como Cheech & Chong's Next Movie, Volunteers, Teen Witch, The Bonfire of the Vanities, Barbarians at the Gate, The Invisible Daughter, Mixed Nuts, Sleepless in Seattle, Now and Then, That Thing You Do!, Jingle All the Way, Runaway Bride, y Raise Your Voice.
Para televisión interpretó a la esposa del astronauta Frank Borman en la miniserie From the Earth to the Moon.
En teatro interpretó a Roxie Hart en el musical de Broadway Chicago de junio a agosto de 2006.
Desde 1988 está casada con el actor Tom Hanks con el que tiene dos hijos en común. Su religión es el cristianismo ortodoxo.

## Discografía
- 2012, AM/FM
- 2016, Rita Wilson